# Baszta Rzeźników w Krakowie
Baszta Rzeźników (w XVII w. znana jako Baszta Prochowa III, a od XVIII w. znana jako Baszta Kupiecka) – niezachowana baszta położona w ciągu murów miejskich. Usytuowana była przy ówczesnej ulicy Krowiej biegnącej od Gródka ku Bramie Nowej (baszta usytuowana była u wylotu dzisiejszej ulicy Siennej). Początkowo basztą opiekował się Cech Rzeźników, następnie Cech Kupców, którzy samodzielnie utrzymywali załogę (stąd jej kolejna nazwa Baszta Kupiecka). Od 1626 roku mieścił się tu królewski skład prochu, stąd jej kolejna nazwa (Baszta Prochowa III). Była to najwyższa z baszt otaczających miasto.

## Galeria

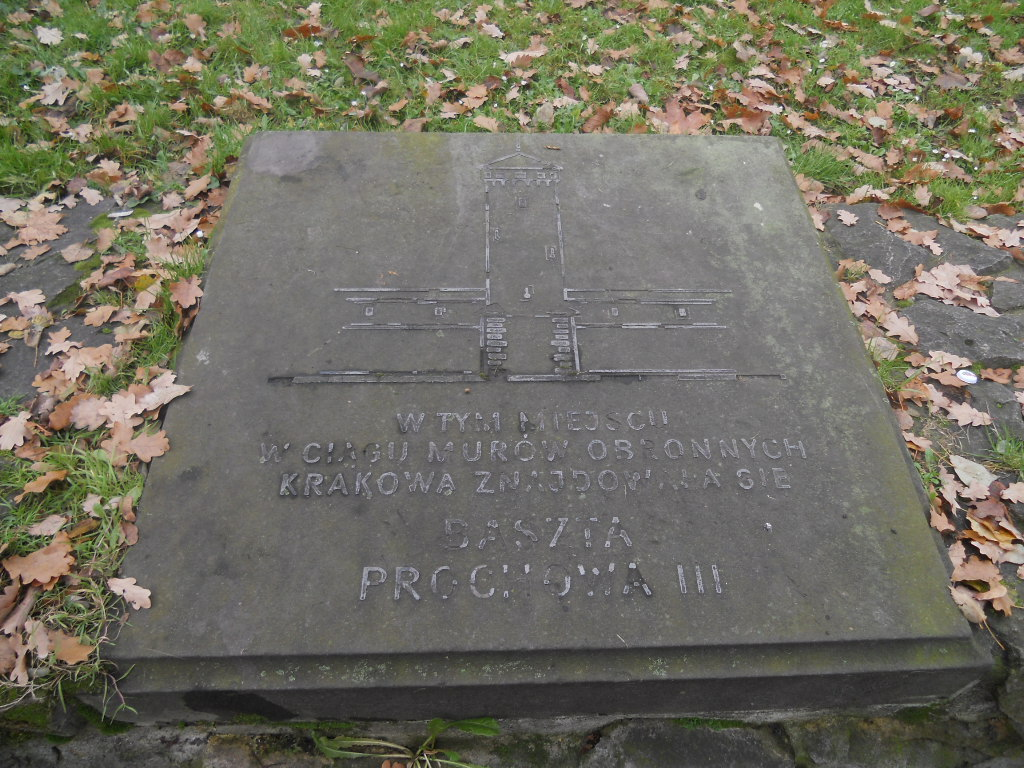
Stara tablica upamiętniająca Basztę Prochową III (2012)
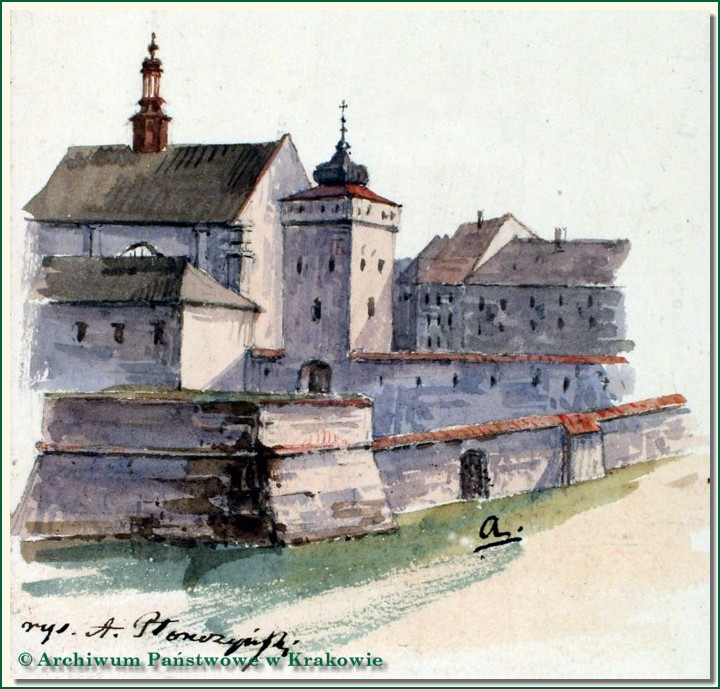
Akwarela autorstwa Aleksandra Płonczyńskiego (1820-1858), poł. XIX wieku (APKr, Zbiór Ambrożego Grabowskiego, sygn. E-22 ryc. 537)